# Onypkowce
Onypkowce (ukr. Онитківці) – wieś na Ukrainie w rejonie tywriwskim, obwodu winnickiego, na wschodnim Podolu.
W czasach I Rzeczypospolitej wieś leżała w województwie bracławskim w prowincji małopolskiej Korony Królestwa Polskiego. Odpadła od Polski w wyniku II rozbioru.

## Pałac
- piętrowy pałac wybudowany pod koniec XVIII w. w stylu klasycystycznym przez Rakowskich, znany tylko z rysunków Napoleona Ordy[3]. Od frontu dwukondygnacyjny portyk z czterema kolumnami korynckimi. Nad głównym wejściem balkon.